# زنبق غربي
الزنبق الغربي نوع نباتي ينتمي إلى جنس الزنبق من الفصيلة الزنبقية.

## البيئة والانتشار
موطنه ولايتي أوريغون وكاليفورنيا.